# Ян Мікулич-Радецький
Ян Микулич-Радецький (пол. Jan Mikulicz-Radecki, нім. Johann Freiherr von Mikulicz-Radecki; 16 травня 1850, Чернівці — 4 червня 1905, Вроцлав) — польсько-австрійський хірург. 

## Життєпис
Він народився 15 травня в Чернівцях, Австрійська імперія (зараз Україна), помер у Вроцлаві, Німецька імперія. Ян Микулич-Радецький був професором у Кракові, Вроцлаві та Кенінгсберзі. Він був винахідником нових операційних технік та інструментів, одним з піонерів антисептичних та септичних методів. У Польщі він вважається одним з засновників Краківської хірургічної школи.